# Rachispoda lutosoidea
Rachispoda lutosoidea är en tvåvingeart som först beskrevs av Oswald Duda 1938.  Rachispoda lutosoidea ingår i släktet Rachispoda, och familjen hoppflugor. Arten är reproducerande i Sverige.